# Rhuda focula
Rhuda focula är en fjärilsart som beskrevs av Pieter Cramer 1782. Rhuda focula ingår i släktet Rhuda och familjen tandspinnare. Inga underarter finns listade.

## Bildgalleri

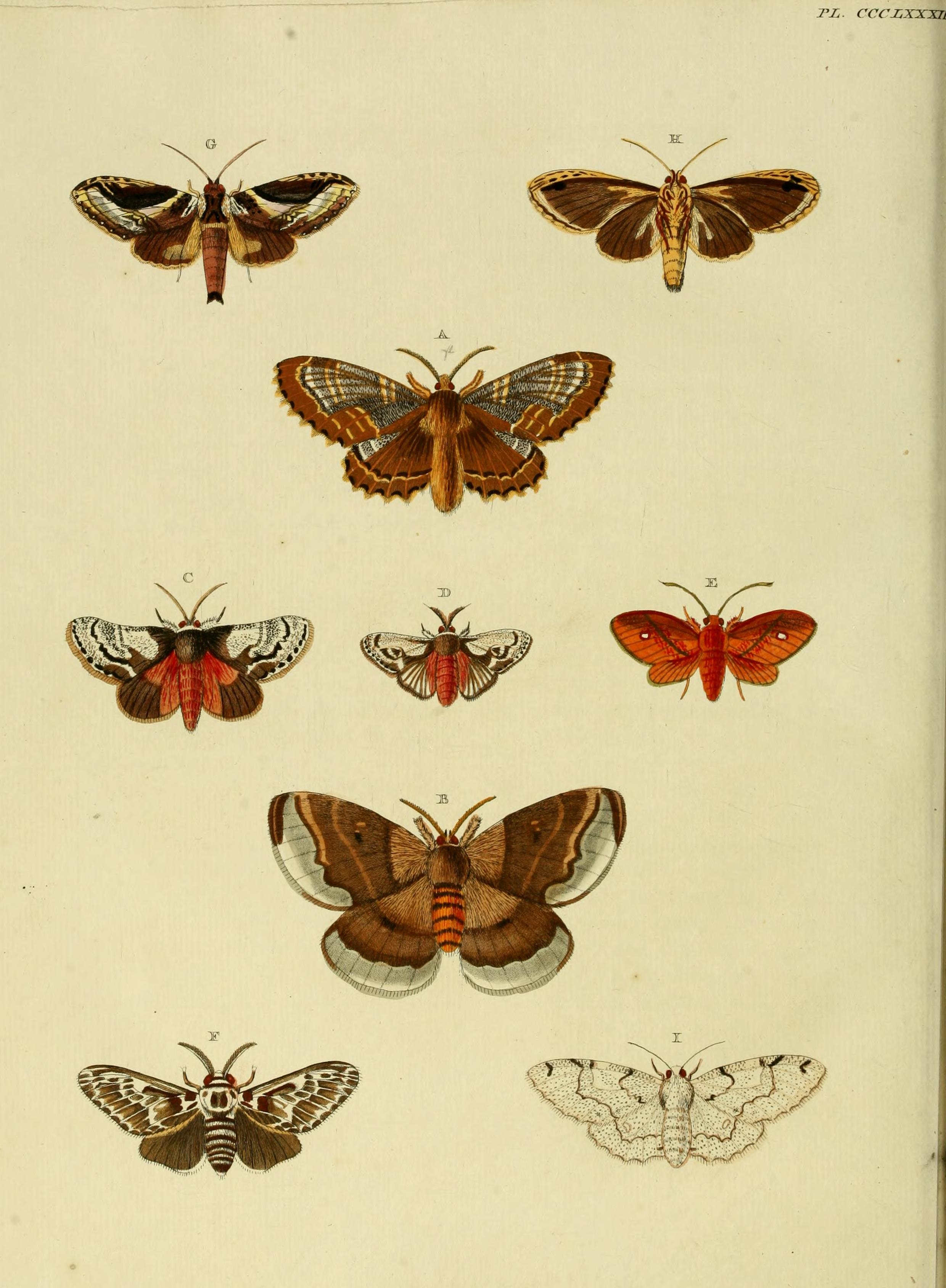